# Dalsland
Dalsland là một trong những tỉnh truyền thống  của Thụy Điển (landskap).
Dalsland nằm ở phía tây nam của Thụy Điển, giáp Bohuslän về phía tây-nam, Na Uy về phía tây, Värmland về phía bắc và đông bắc, Västergötland về phía đông và phía nam.
Dalsland có các cảnh quan đẹp với các hồ trong khu rừng phía đông và dày đặc ở vùng cao Tây Bắc. Dalsland có mật độ dân số thấp, khoảng 14 người / km ² và tổng dân số là 50.527 người; khu vực không có người ở chủ yếu là rừng và hồ, và các danh hiệu cho Dalsland là "tỉnh hồ của Thụy Điển".
Cũng giống như các tỉnh của Thuỵ Điển hiện nay không còn chức năng hành chính. 
Với vị trí chiến lược, trong lịch sử Dalsland thường xuyên là địa điểm của cuộc chiến tranh giữa Thụy Điển và Na Uy. Tuy nhiên, chỉ trong một khoảng thời gian ngắn vào khoảng năm 1100, nó mới thuộc về Na Uy. Vào cuối thế kỷ 19, với suy thoái của ngành công nghiệp sắt quan trọng trong hai thế kỷ trước đó và thất bại của phương pháp canh tác lỗi thời đối với sự gia tăng của dân số, đã xuất hiện một đợt di cư hàng loạt sang Hoa Kỳ và Na Uy. Để đối phó với xu hướng này, các ngành công nghiệp mới đã phát triển, bao gồm xưởng cưa, công nghiệp kim loại và sản xuất bột gỗ và giấy. 
Dalsland có đường sắt kết nối với Na Uy và các tỉnh lân cận. Sông Göta chuyển phôi hàng giữa Hồ Vänern và cảng Gothenburg trên eo biển Kattegat. Kênh Dalsland, xây dựng vào những năm 1860, cung cấp tuyến đường thủy cho du khách từ Hồ Vänern đến biên giới Na Uy. Åmål có cảng tốt trên Hồ Vänern và duy trì liên lạc với các cảng ở Vương quốc Anh và trên Lục địa. Các thị trấn quan trọng khác bao gồm Mellerud và Bengtsfors.